# Bureau de poste central de Kaunas
 (septembre 2024).
Le Bureau de poste central de Kaunas (en lituanien : Kauno centrinis paštas) est l'ancien siège de la poste à Kaunas, en Lituanie. Edifié de 1930 à 1932, il s'agit d'un des bâtiments les plus remarquables de la période où Kaunas était la capitale temporaire de la Lituanie,,.

## Galerie

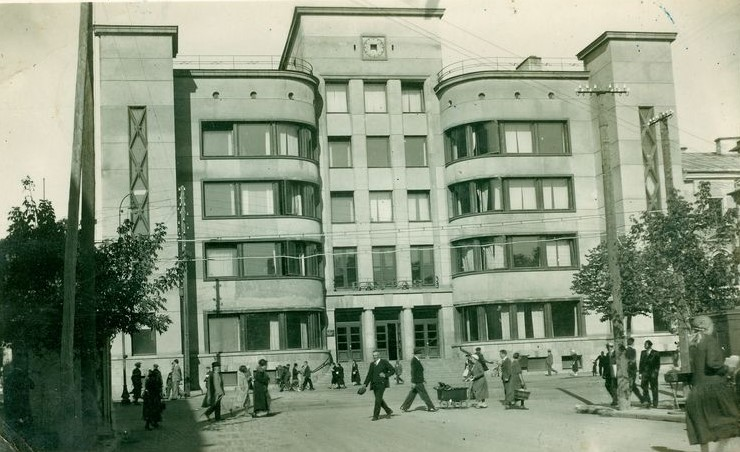
Le bâtiment en 1930
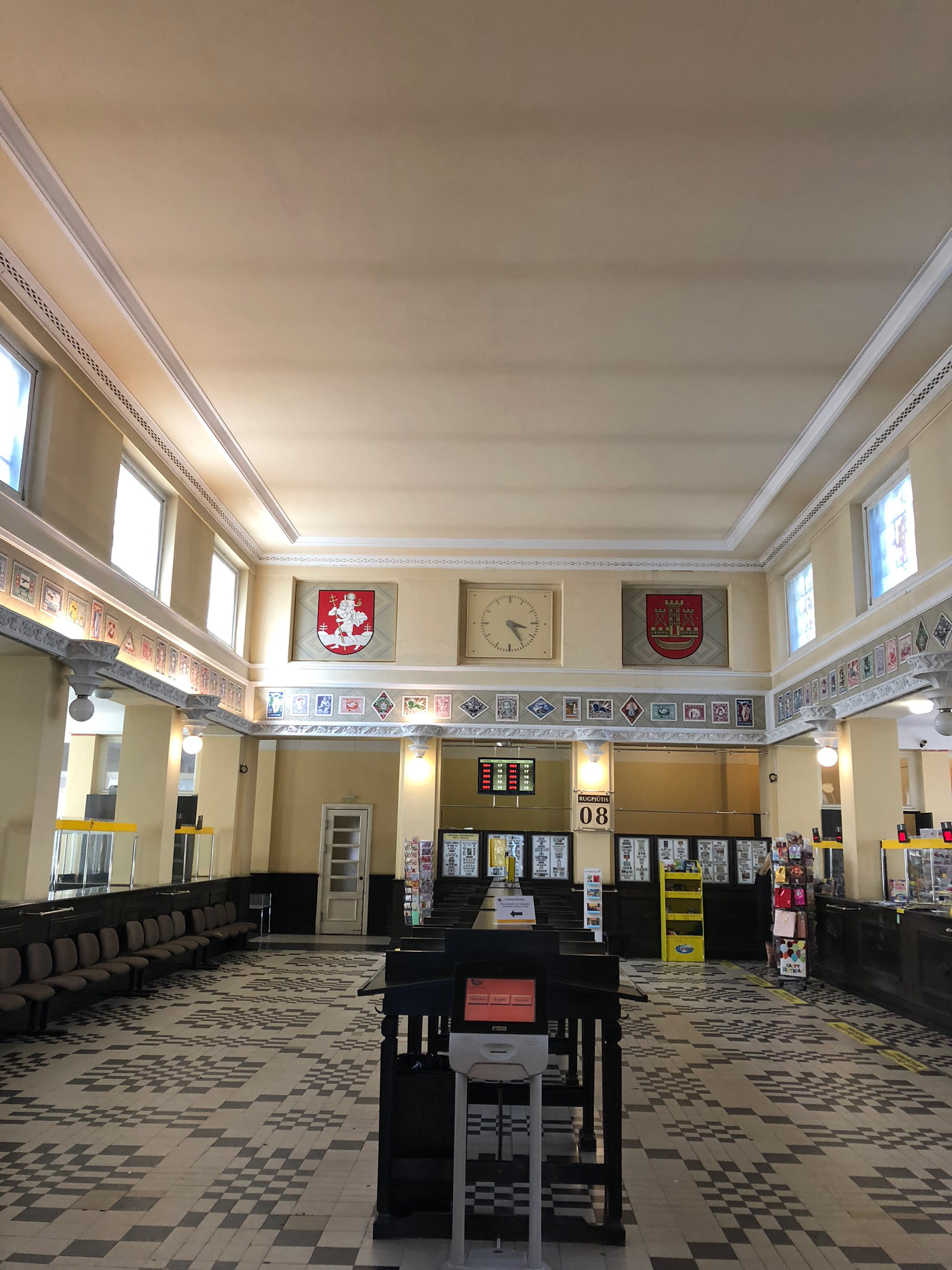
Intérieur
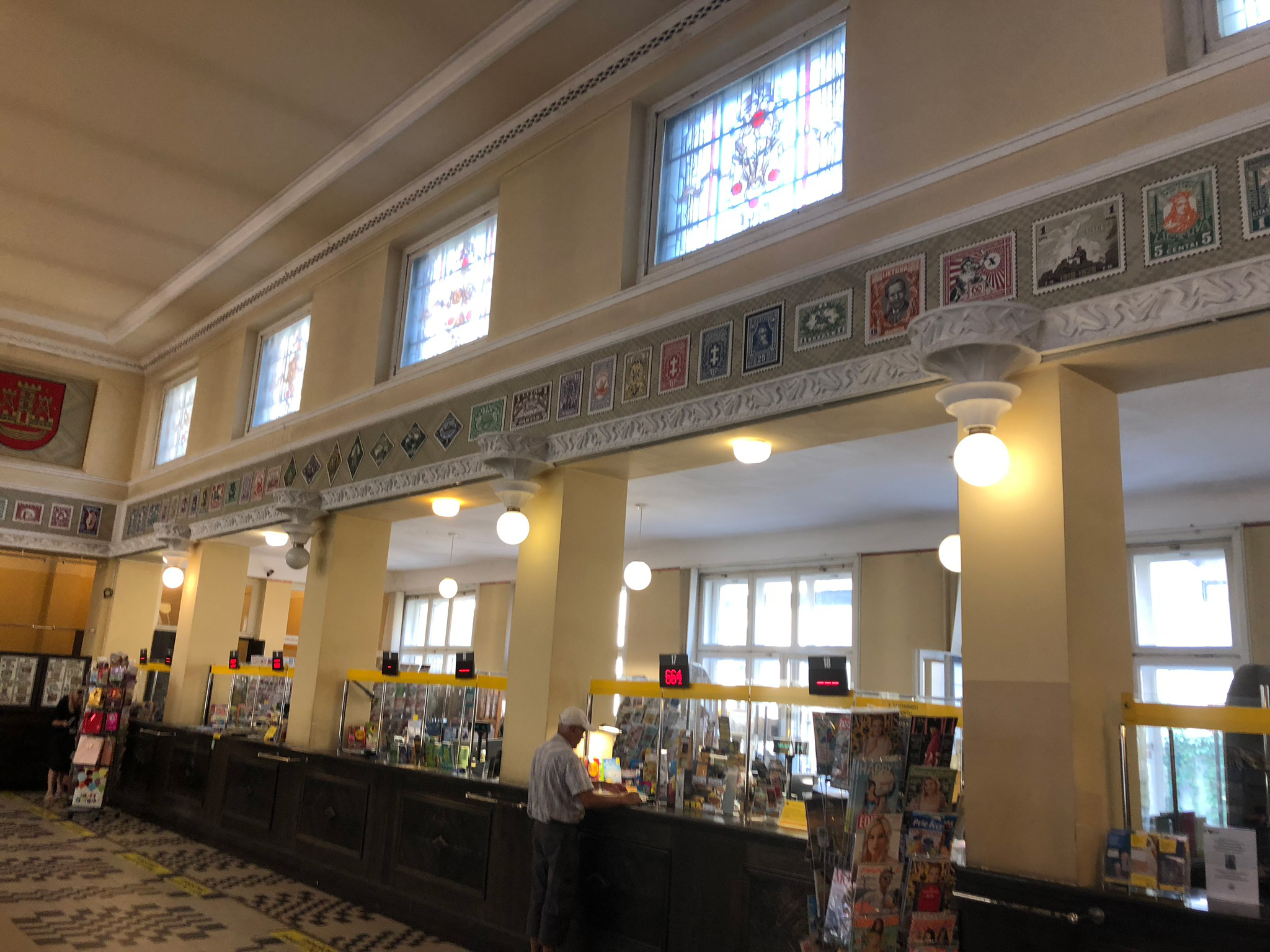
Intérieur
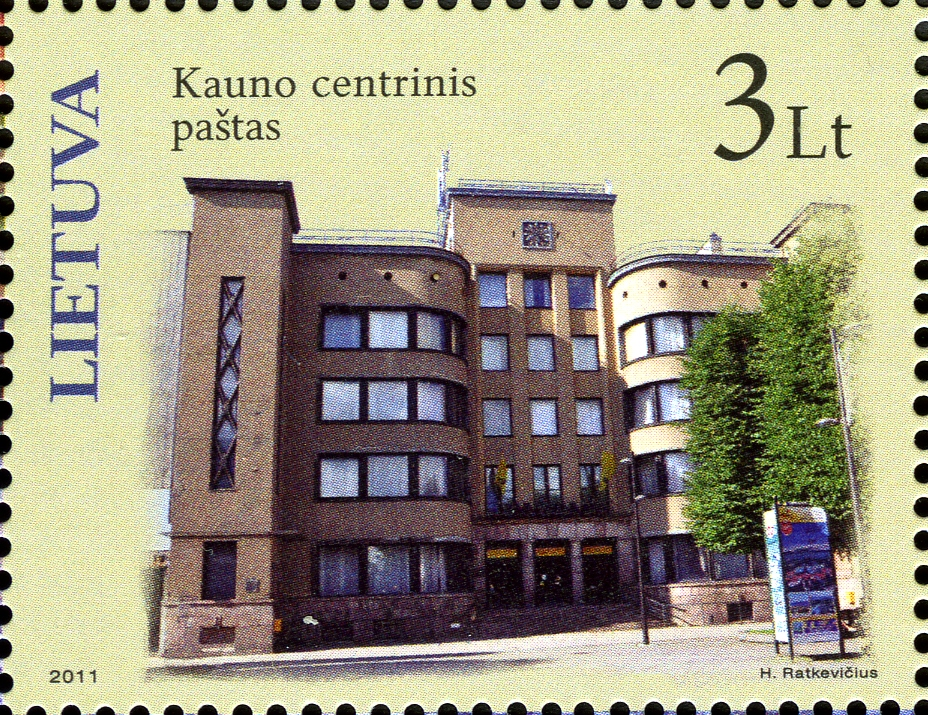
Timbre lituanien (2011)

## Source de traduction
- (en) Cet article est partiellement ou en totalité issu de l’article de Wikipédia en anglais intitulé « Kaunas Central Post Office » (voir la liste des auteurs).